# Crush (албум)
Тази статия се отнася за албум на Бон Джоуви. За албума на 2NE1 вижте Crush (албум на 2NE1).
Crush е седмият студиен албум на американската рок група Бон Джоуви. Издаден е през 2000 г. Продаден е в повече от 8 милиона копия по целия свят. Албумът е първият след втората раздяла, по време на която музикантите реализират солови проекти.
Crush е номиниран за „Най-добър рок албум“ на наградите Грами през 2001 г.

## Песни
1. It's My Life – 3:44
2. Say It Isn't So – 3:33
3. Thank You for Loving Me – 5:07
4. Two Story Town – 5:10
5. Next 100 Years – 6:19
6. Just Older – 4:28
7. Mystery Train – 5:16
8. Save the World – 5:31
9. Captain Crash & the Beauty Queen From Mars – 4:31
10. She's a Mystery – 5:18
11. I Got the Girl – 4:35
12. One Wild Night – 4:18
13. I Could Make a Living Out of Lovin' You (демо) – 3:52
14. Neurotica (издадена само в Япония и Австралия) / It's My Life (Dave Bascombe Mix) (бонус за Великобритания) – 4:33
15. Say It Isn't So (UK Mix) (бонус за Великобритания) – 3:36